# Método champenoise
El método champenoise es el procedimiento para hacer un vino espumoso en la región de Champaña-Ardenas. 
Después de una primera fermentación y embotellado, se produce una segunda fermentación alcohólica en la botella. Esta segunda fermentación es inducida añadiendo algunos gramos de levadura (normalmente Saccharomyces cerevisiae aunque cada marca tiene su propia receta secreta) y varios gramos de azúcar en roca (licor de tiraje).
En este tiempo la botella de champán se tapa con un corcho especial. Luego se coloca de tal manera que los sedimentos o posos caen al cuello de la botella. El cuello entonces se congela, sumergiéndolo en una solución a -25 °C, y se quita la tapa y los sedimentos congelados. La botella se vuelve a tapar, esta vez con el conocido tapón de corcho en forma de hongo, luego de haber agregado licor de expedición, que es una mezcla de vino añejo y otros compuestos permitidos por la Denominación de Origen, y que permite compensar la pérdida de líquido ocurrida en el degüelle.
Para permitir una perfecta amalgama entre el vino espumoso y el licor de expedición, las botellas se conservan todavía en la bodega durante unos meses, período de duración que depende de la elección de la bodega. 